# Low Budget
Albums de The Kinks
Misfits
(1978) One for the Road
(1980)
Low Budget est un album des Kinks sorti en 1979. L'album rencontre le succès aux États-Unis où il se classe 11e des ventes devenant ainsi leur album original le mieux classé dans ce pays et est certifié disque d'or.

## Titres
Toutes les chansons sont de Ray Davies.

### Face 1
1. Attitude – 3:47
2. Catch Me Now I'm Falling – 5:58
3. Pressure – 2:27
4. National Health – 4:02
5. (Wish I Could Fly Like) Superman – 5:59

### Face 2
1. Low Budget – 3:50
2. In a Space – 3:44
3. Little Bit of Emotion – 4:51
4. A Gallon of Gas – 3:47
5. Misery – 2:57
6. Moving Pictures – 3:47

### Titres bonus
1. A Gallon of Gas (US Single Extended Edit) – 3:52
2. Catch Me Now I'm Falling (Original Extended Edit) – 6:49
3. (Wish I Could Fly Like) Superman (Disco Mix Extended Edit) – 6:01